# Самоански језик
Самоански језик (Gagana faʻa Sāmoa или Gagana Sāmoa) службени је језик полинежанске државе Самое и територије САД-а Америчке Самое. Поред самоанског, званични језик је и енглески, у обе јурисдикције. 
Самоански, који спада у групу полинежанских језика, главни је и први језик већина становника Самоанских острва (око 246.000). Рачунајући Самоанце у дијаспори, укупан број говорника овог језика процењује се на 510.000 (у 2015. години). Самоански је трећи најзаступљенији језик на Новом Зеланду, где више од 2% популације, 86.000 људи, могло да га говори (у 2013). 
Језик је карактеристичан по фонолошким разликама између формалног и неформалног говора. Занимљив је и церемонијални облик језика, који се користи у самоанском ораторију. 

## Фонологија
Самоански алфабет састоји се од 14 слова, док се три слова (H, K, R) користе у зајамним речима. Знак ʻ (кома, апостроф) се користи за глоталну паузу. 
| Aa, Āā | Ee, Ēē | Ii, Īī | Oo, Ōō | Uu, Ūū | Ff | Gg | Ll | Mm | Nn | Pp | Ss | Tt | Vv | (Hh) | (Kk) | (Rr) | ‘ |
| ------ | ------ | ------ | ------ | ------ | -- | -- | -- | -- | -- | -- | -- | -- | -- | ---- | ---- | ---- | - |
| ,      | ,      | ,      | ,      | ,      |    |    |    |    |    |    |    |    |    | ()   | ()   | ()   |   |

### Сличности са другим аустронежанским језицима
Упркос географској удаљености, постоји много заједничких речи између аустронежанских језика. Доле је наведен списак примера сличних речи из самоанског са четири друга малајско-полинежанска језика: тонгански, хавајски, мањански и малајски . 
|         | Самоански          | Тонгански       | Хавајски          | Мањански | Малајски           |
| ------- | ------------------ | --------------- | ----------------- | -------- | ------------------ |
| Здраво  | alofa, talofa      | mālō e lelei    | aloha             |          |                    |
| Небо    | lagi : /laŋi/      | langi           | lani : /lani/     | langit   | langit             |
| Северац | toʻelau            | tokelau         | koʻolau           |          |                    |
| Нула    | noa, selo : /nɵʊə/ | noa             | 'ole              |          | kosong, sifar, nol |
| Један   | tasi : /ˈta.si/    | taha            | 'ekahi            | isa      | satu               |
| Два     | lua : /luwɔ/       | ua              | 'elua             | ru'eh    | dua                |
| Три     | tolu : /ˈto.lu/    | tolu : /ˈto.lu/ | 'ekolu            | telu     | tiga               |
| Четири  | fa : /faː/         | fa : /faː/      | 'ehā              | epat     | empat              |
| Пет     | lima : /lima/      | nima            | 'elima            | dime     | lima               |
| Шест    | ono : /ˈo.no/      | /ˈo.no/         | 'eono             | enem     | enam               |
| Седам   | fitu : /ˈfi.tu/    | fitu            | 'ehiku            | pitu     | tujuh              |
| Осам    | valu : /vəlu/      | valu            | 'ewalu, 'awalu    | walu     | (de)lapan          |
| Девет   | iva : /ˈiva/       | hiva            | 'eiwa, iwa, 'aiwa | suey     | sembilan           |
| Десет   | sefulu : /sɛfɵlɵ/  | hongofulu       | 'umi              | sapuluh  | sepuluh            |